# Seara Velha
Seara Velha ist ein Ort und eine ehemalige Gemeinde (Freguesia) im portugiesischen Kreis Chaves. Die Gemeinde hatte 165 Einwohner (Stand 30. Juni 2011).
Am 29. September 2013 wurden die Gemeinden Seara Velha und Soutelo zur neuen Gemeinde União das Freguesias de Soutelo e Seara Velha zusammengeschlossen.